# Ganoderma elegantum
Ganoderma elegantum är en svampart som beskrevs av Ryvarden 2004. Ganoderma elegantum ingår i släktet Ganoderma och familjen Ganodermataceae.   Inga underarter finns listade i Catalogue of Life.